# SMS Vaterland

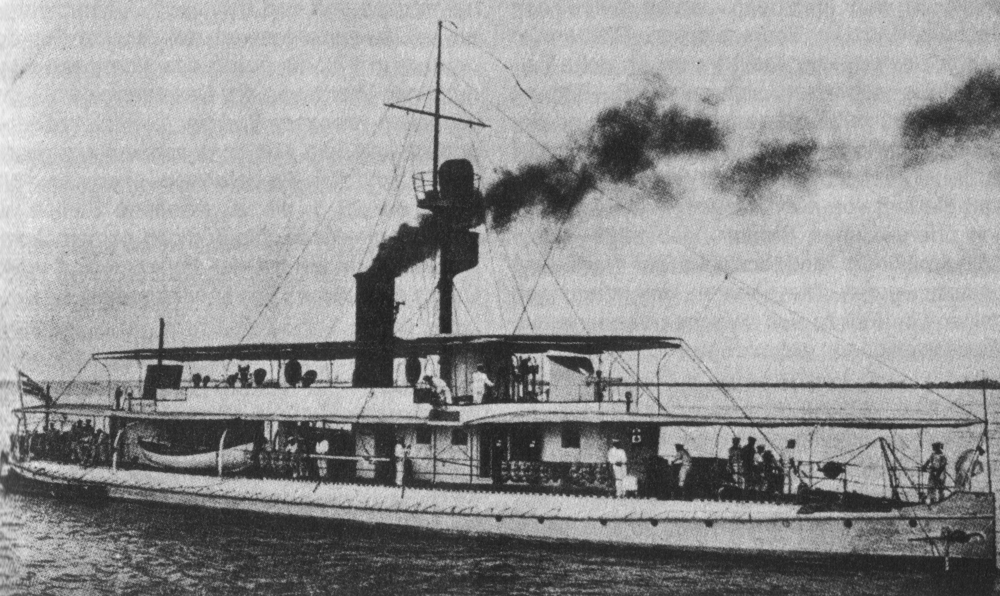
Photographie de la canonnière Vaterland en Chine

La SMS Vaterland est une canonnière fluviale de la marine impériale allemande, dont la sister-ship est la SMS Tsingtau.
Elle était affectée de 1904 à 1914 à des missions de surveillance sur le Yang-Tsé-Kiang et rattachée à l'escadre d'Extrême-Orient (Ostasiengeschwader).

## Historique
La canonnière est construite par les chantiers Schichau d'Elbing en 1902-1903 et lancée le 26 août 1903. Elle a un tirant d'eau extrêmement bas, afin de pouvoir naviguer facilement sur le périlleux Yang-Tsé-Kiang. C'est l'empereur Guillaume II lui-même qui décide de son nom de baptême, afin de donner confiance aux résidents allemands de Chine, et aux concessions commerciales allemandes, et de faire démonstration de force, comme les autres canonnières britanniques ou françaises, alors que le souvenir de la guerre des Boxers était encore récent.
La canonnière est acheminée en plusieurs sections par le paquebot de la HAPAG, le Bisgravia, jusqu'à Shanghai, où elle est livrée et remontée en février 1904. Elle est mise en service le 28 mai 1904.

### Service sous le drapeau allemand
La Vaterland entreprend d'emblée ses missions sur le Yang-Tsé-Kiang et sur les lacs alentour. Lorsque des troubles éclatent à Shanghai le 18 décembre 1905, elle patrouille avec la SMS Tiger et débarque un détachement. Elle navigue sur le cours supérieur du fleuve en avril 1907, lorsqu'elle rencontre le 4 mai les canonnières anglaises HMS Woodlark et HMS Woodcock et la canonnière française Olry devant Tchongking. Elle continue à patrouiller avec la Woodlark, car des émeutes font rage à Wanshien. Une mission allemande est évacuée à son bord. En juillet 1907, elle s'arrête à Tchongking pendant vingt-deux mois, pour surveiller la zone. L'état-major allemand ne voulait pas laisser seules les autres puissances assurer leurs missions, et voulait ainsi démontrer que l'Empire allemand était toujours présent. En août 1908, la canonnière navigue sur le fleuve Min et son commandant et quelques visiteurs se rendent à Tcheng-Tu. La canonnière poursuit ses missions de routine les années suivantes. Elle s'arrête à Itchang en mai 1910, à cause de troubles liés à la chute de l'Empire et à la guerre larvée dans la région. Ensuite, elle est en cale sèche à Shanghai pour réparations.
Les troubles s'étendent surtout à partir de 1911, et la canonnière reçoit l'ordre en janvier de se rendre à Hankéou avec les canonnières SMS Jaguar et SMS Taku, ainsi qu'avec le torpilleur SMS S 90. Hankéou abrite en effet plusieurs concessions étrangères, dont la concession allemande. Elle y demeure jusqu'en mai. Mais en octobre 1911 la révolution chinoise éclate et la république est proclamée. La canonnière retourne donc à Hankéou. Elle mène ses missions de surveillance sur zone, jusqu'en 1914, avec des arrêts à Shanghai pour révisions.
La SMS Vaterland se trouve à Nankin lorsque la déclaration de guerre est prononcée en août 1914 entre les puissances (la Chine est alors encore neutre). Une partie de l'équipage reste à bord pour garder le navire, tandis que le reste des hommes est envoyé à Tsingtao (Tsingtau en allemand), concession allemande et port d'attache de l'escadre d'Extrême-Orient, où ils sont placés sous le commandement du croiseur auxiliaire SMS Cormoran. Pendant ce temps, la canonnière est rachetée par une société écran pour ne pas être réquisitionnée par les puissances ennemies et parvient à se cacher à l'intérieur du pays et est renommée Landesvater.

### Sous les drapeaux chinois et mandchou
Lorsque la Chine à son tour entre en guerre en 1917, le navire est capturé par la flotte chinoise, le 20 mars. Il est renommé Li-Sui et affecté avec le Li-Tsieh (l'ancienne SMS Otter) à la surveillance du fleuve Amour. Le navire subit plusieurs transformations et son armement est modifié. Il finit par être réquisitionné à son tour par les autorités de la marine du Mandchoukouo (à une date incertaine) et sert toujours de canonnière. Selon certaines sources (Weyer), elle figure toujours sur les listes de la marine de guerre en 1943-1944, tandis que d'autres sources (Hildebrand-Röhr-Steinmetz) affirment que le navire a été démantelé en 1942.

## Données techniques
- Longueur: 50,1 m
- Largeur: 8 m
- Tirant d'eau: 0,94 m
- Déplacement: 223 tonnes ; maximum 280 tonnes
- Vitesse: 13 nœuds
- Équipage: 3 officiers et 44 hommes d'équipage et sous-officiers (plus sept Chinois, chargés de la cuisine et de l'arrimage, et deux pour le pilotage)
- Chargement de charbon: 85 tonnes